# Poziewnik dwudzielny
Poziewnik dwudzielny (Galeopsis bifida Boenn.) – gatunek rośliny  należący do rodziny jasnotowatych. Występuje na rozległych obszarach Europy i północnej Azji – od Francji i Wysp Brytyjskich, poprzez Turcję, region Kaukazu, Rosję, po Mongolię, rozległe obszary Chin, Korei i Japonię. Zawleczony rośnie także w Ameryce Północnej. W Polsce jest pospolity na terenie całego kraju.

## Morfologia
PokrójRoślina zielna o łodydze zwykle do 0,6, czasem do 1 m wysokości, tęga, ze zgrubieniami pod węzłami (widocznymi tylko w stanie świeżym – po zasuszeniu się kurczą). Łodyga, zwłaszcza na zgrubieniach z kłującymi szczecinkami, poza tym także z nielicznymi, przylegającymi, jedwabistymi włoskami. Włoski gruczołowate rzadko obecne.
LiścieNa ogonkach długości do 2,5 cm, o blaszce jajowatej do lancetowatej, do ok. 8 cm długości i 4 szerokości, szczeciniasto owłosionej. Wierzchołek blaszki zaostrzony, brzeg karbowano-piłkowany, nasada zwężająca się.
KwiatyZebrane w nibyokółkach w szczytowej części pędu. Kwiaty wsparte przysadkami długości 3-6 mm o kolczastych brzegach i długim kolcu na szczycie. Kielich zrosłodziałkowy, długości ok. 1 cm, z nierównymi łatkami działek o kształcie trójkątnym, na końcach z długimi ośćmi. Korona grzbiecista, dwuwargowa, o rurce długości ok. 8 mm, a całkowitej długości 1–1,5 cm. Różnej barwy dominującej – białej, żółtej, brudnopurpurowej, czerwonej lub fioletowej, zwykle z żółtą plamą w gardzieli i rysunkiem na trójdzielnej wardze dolnej. Jej środkowa łatka jest ciemniejsza od bocznych, zwykle wyraźnie wycięta na końcu, z brzegami silnie podwijającymi się po przekwitnieniu.
OwoceRozłupnie rozpadające się na cztery pojedyncze rozłupki, jajowato trójgraniaste, brązowe.

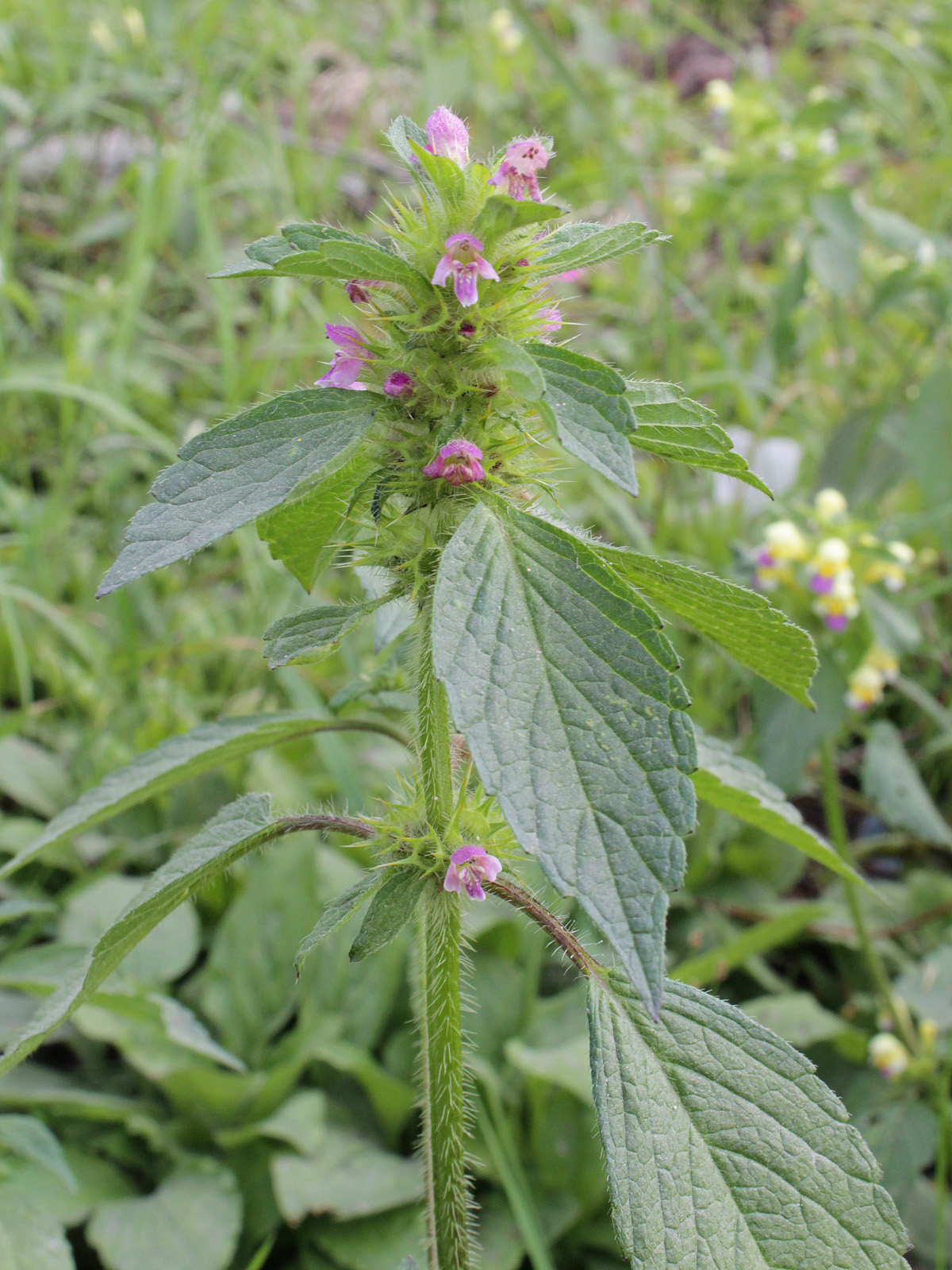
Kwiatostan
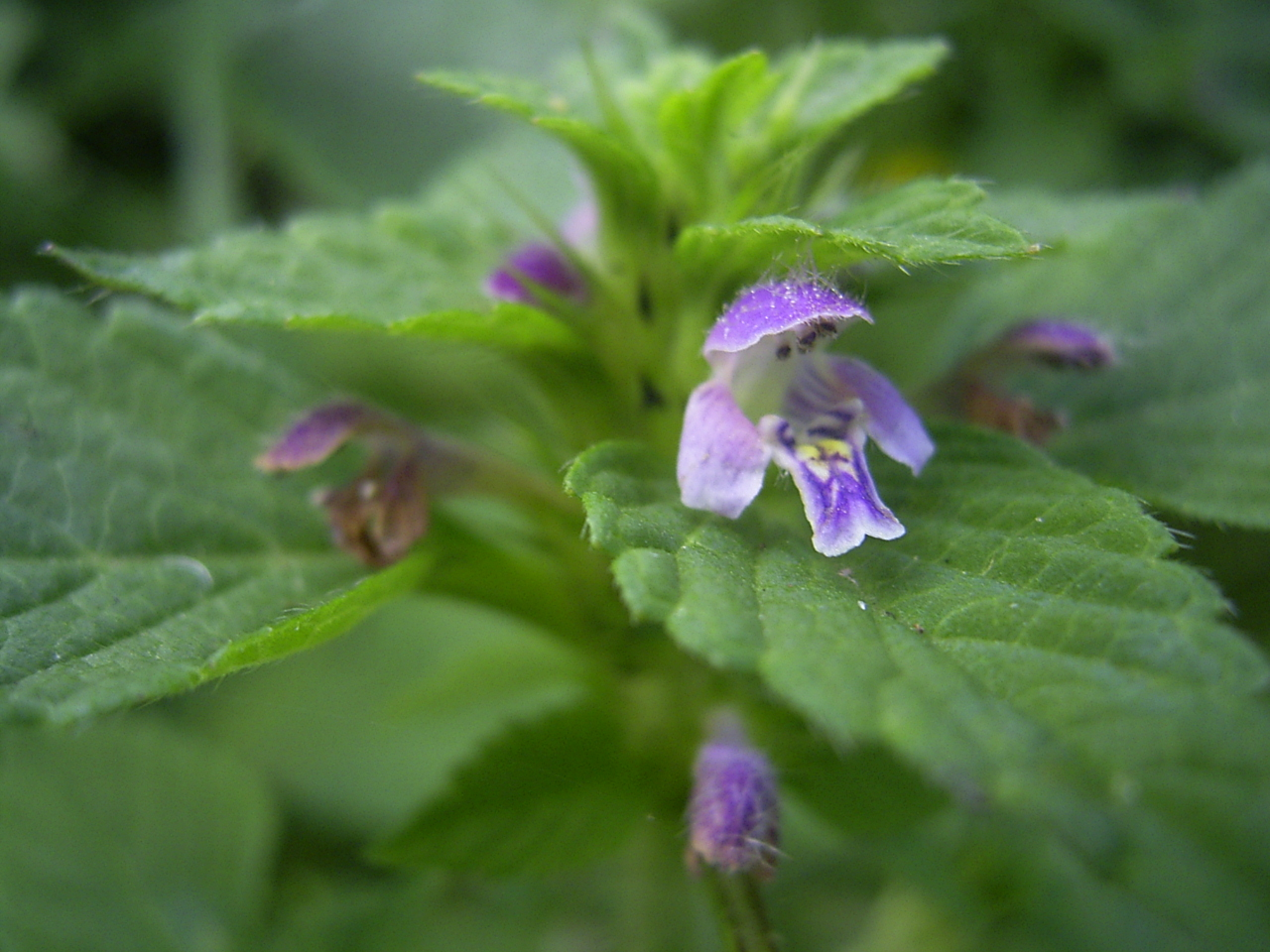
Kwiat z sercowatym wycięciem wargi dolnej
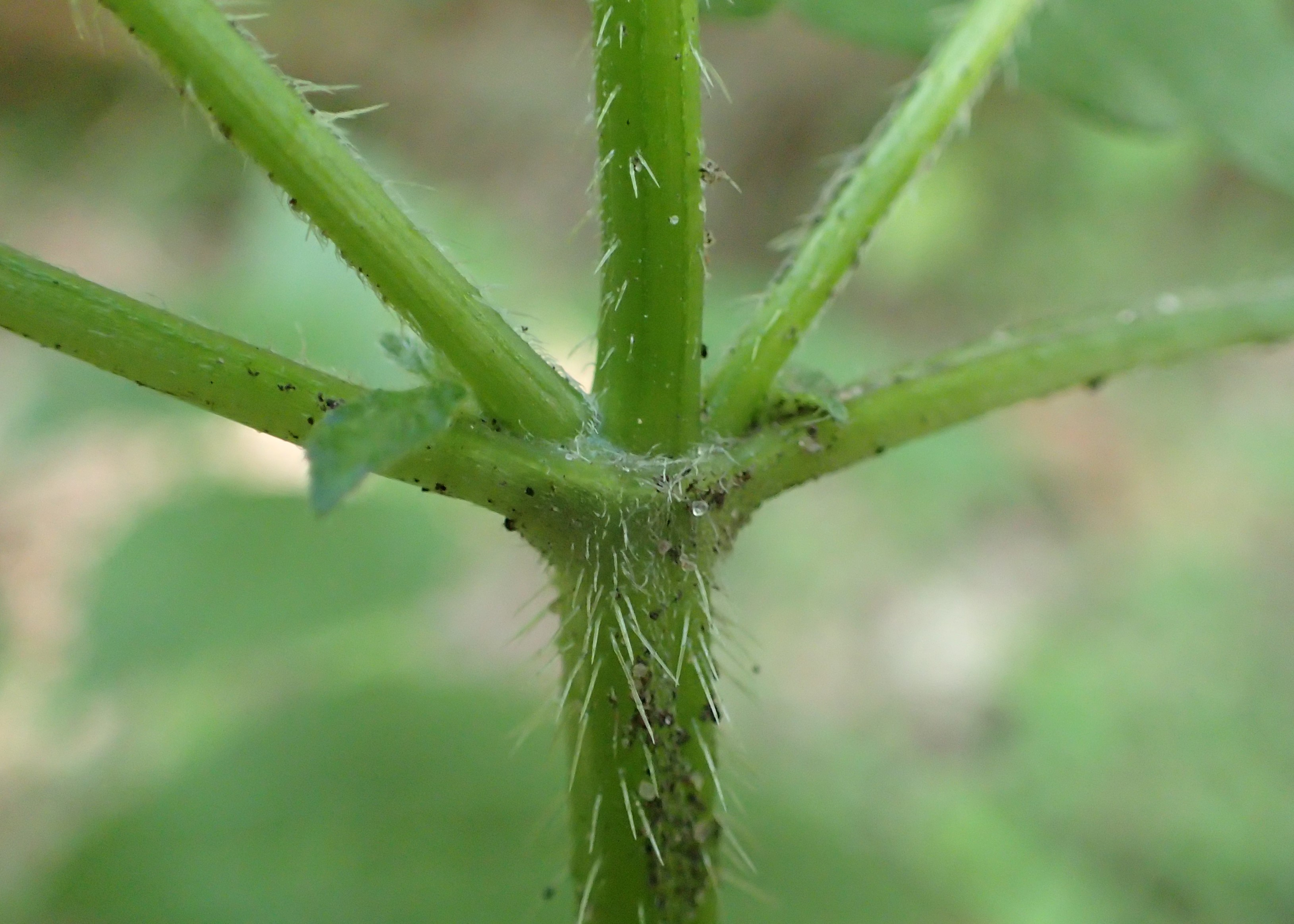
Węzeł z włoskami szczeciniastymi i przylegającymi

Gatunki podobneBardzo podobny jest poziewnik szorstki G. tetrahit różniący się większymi kwiatami (od 1,5 do 2 cm długości), ze środkową łatką wargi dolnej kwadratową, a nie podługowatą, niewyciętą lub słabo wyciętą na końcu i zawsze o brzegach płaskich. Na łodydze występują też zwykle u tego gatunku włoski gruczołowe.

## Biologia i ekologia
Roślina jednoroczna. Kwitnie od czerwca do października.
Rośnie zwykle jako chwast na polach uprawnych, poza tym w widnych lasach i na skrajach lasów, na zrębach, w zaroślach, na przydrożach i siedliskach ruderalnych. W polskich górach sięga do 1367 m n.p.m., a w Azji do 4000 m n.p.m.